# An Afternoon in the Garden
An Afternoon in the Garden är ett livealbum med Elvis Presley, utgivet av BMG/RCA 1997.

## Om albumet
Inspelningen är från eftermiddagskonserten i Madison Square Garden 10 juni 1972. Kvällskonserten från samma datum finns sedan tidigare utgiven på Elvis as Recorded at Madison Square Garden. Detta var Elvis första riktiga framträdande i New York bortsett från TV-framträdande hos Ed Sullivan, Steve Allen och bröderna Jimmy och Tommy Dorsey respektive TV-shower 1956-1957. Totalt rörde det sig om fyra konserter, en 9 och 11 juni samt två stycken 10 juni, som föregicks  av en presskonferens på eftermidagen 9 juni.

## Låtlista
1. "Intro: Also Sprach Zarathustra" (Richard Strauss) – 1:19
2. "That's All Right" (Arthur Crudup) – 2:21
3. "Proud Mary" (John Fogerty) – 2:45
4. "Never Been to Spain" (Hoyt Axton) – 3:35
5. "You Don't Have to Say You Love Me" (Vicki Wickham, Simon Napier-Bell, Pino Donaggio, Vito Pallavicini) – 2:07
6. 'Until It's Time for You to Go" (Buffy Sainte-Marie) – 2:32
7. "You've Lost That Lovin' Feelin'" (Barry Mann, Cynthia Weil, Phil Spector) – 4:22
8. "Polk Salad Annie" (Tony Joe White) – 3:10
9. "Love Me" (Jerry Leiber, Mike Stoller) – 1:40
10. "All Shook Up" (Otis Blackwell, Elvis Presley) – 1:11
11. "Heartbreak Hotel" (Mae Axton, Tommy Durden, Elvis Presley) – 1:45
12. "Medley: (Let Me Be Your) Teddy Bear/Don't Be Cruel" (Kal Mann, Bernie Lowe/Otis Blackwell and Elvis Presley) – 1:56
13. "Love Me Tender" (Vera Matson, Elvis Presley) – 1:39
14. "Blue Suede Shoes" (Carl Perkins) – 1:07
15. "Reconsider Baby" (Lowell Fulsom) – 2:42
16. "Hound Dog" (Jerry Leiber, Mike Stoller) – 2:06
17. "I'll Remember You" (Kui Lee) – 2:30
18. "Suspicious Minds" (Mark James) – 4:46
19. "Introductions By Elvis"
20. "For the Good Times" (Kris Kristofferson) – 3:09
21. "An American Trilogy" (Mickey Newbury) – 4:41
22. "Funny How Time Slips Away" (Willie Nelson) – 2:50
23. "I Can't Stop Loving You" (Don Gibson) – 2:21
24. "Can't Help Falling in Love" (Luigi Creatore, Hugo Peretti, George David Weiss) – 2:14

## Medverkande musiker
- Elvis Presley – sång, gitarr
- James Burton – gitarr
- John Wilkinson - gitarr
- Charlie Hodge - guitar, bakgrundssång
- Glen Hardin - piano
- Jerry Scheff – bas
- Ronnie Tutt - trummor
- J.D. Sumner & The Stamps Quartet (Ed Enoch, Bill Baize, Richard Sterban, Donnie Sumner) - bakgrundssång
- Kathy Westmoreland - bakgrundssång
- The Sweet Inspirations (Estelle Brown, Sylvia Shemwell, Myrna Smith) - bakgrundssång
- Joe Guercio – dirigent
- The Joe Malin Orchestra